# Pietro Antonio Rotari

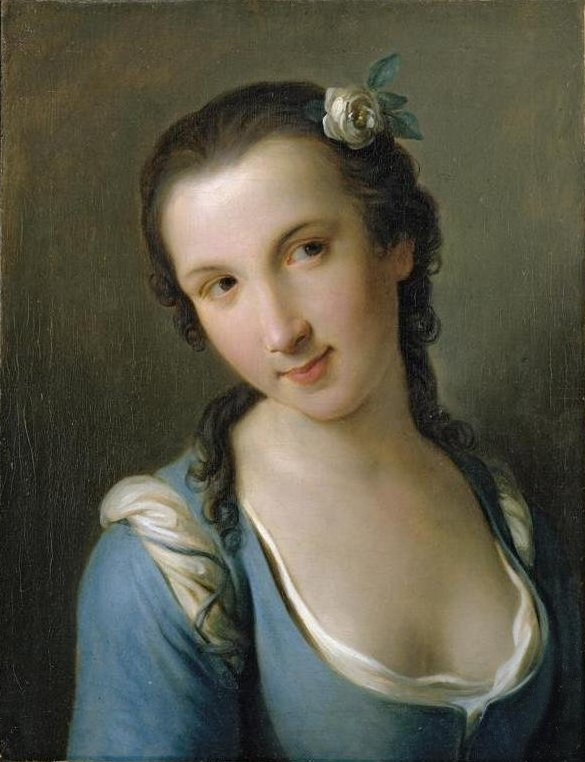
Joven con vestido azul, 1755, por Pietro Antonio Rotari, Museo de Arte de El Paso, El Paso.

Pietro Antonio Rotari (Verona, 30 de septiembre de 1707-San Petersburgo, 31 de agosto de 1762) fue un pintor italiano del período barroco.

## Biografía
Pietro Antonio Rotari nació en Verona en el seno de una familia noble. Inicialmente fue pupilo del grabador Robert van Auden Aerd, antes de pasar a la escuela del pintor veronés Antonio Balestra cuyo taller frecuentó en compañía de Giambettino Cignaroli. Entre 1725 y 1727 se trasladó a Venecia donde entró en contacto con Giovanni Battista Piazzetta y el pintor sueco Johan Richter. En 1727 se mudó a Roma, a la escuela de Francesco Trevisani, hasta 1732 cuando marchó a Nápoles en donde trabajó con Francesco Solimena hasta 1734. En seguida regresó a Verona en donde abrió su taller, sin embargo, fue llamado a ser retratista de clientes reales y aristocráticos en las ciudades de Viena, Dresde y Mónaco. De ahí se mudó a San Petersburgo en donde se convirtió en pintor oficial de la corte. Pintó las piezas de altar Cuatro mártires (1745) para la iglesia del Ospedale di San Giacomo en Verona.

## Galería

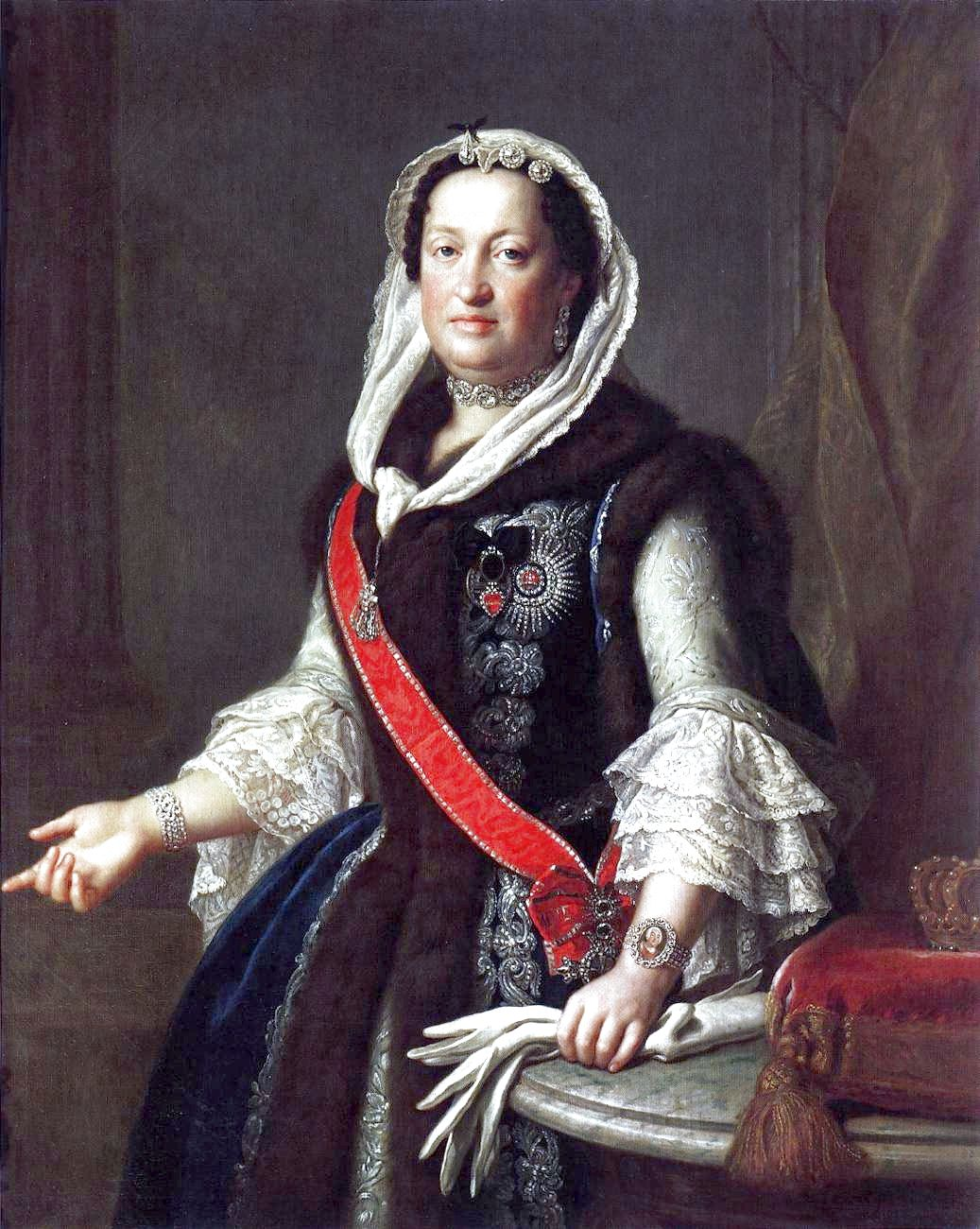
Retrato de Reina María Josefa, consorte del Rey Augusto III de Polonia, 1755, Gemäldegalerie Alte Meister, Dresde
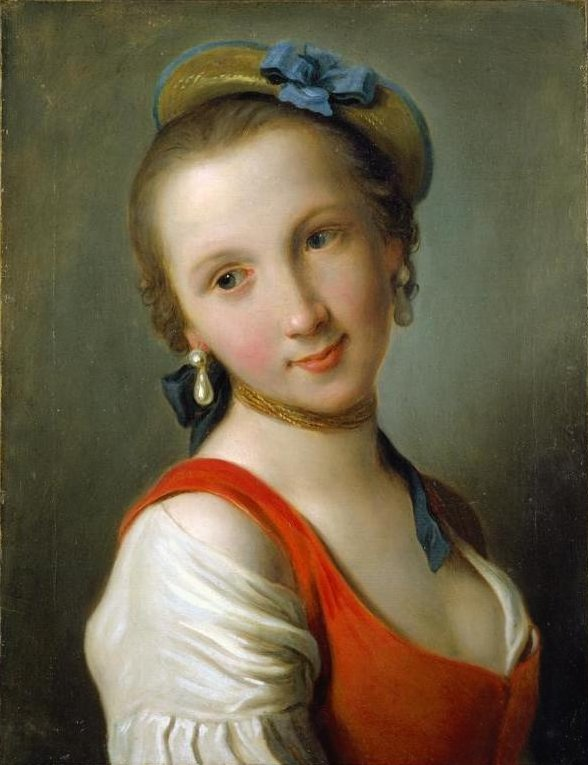
Joven con vestido rojo, 1755, Museo de Arte de El Paso, El Paso
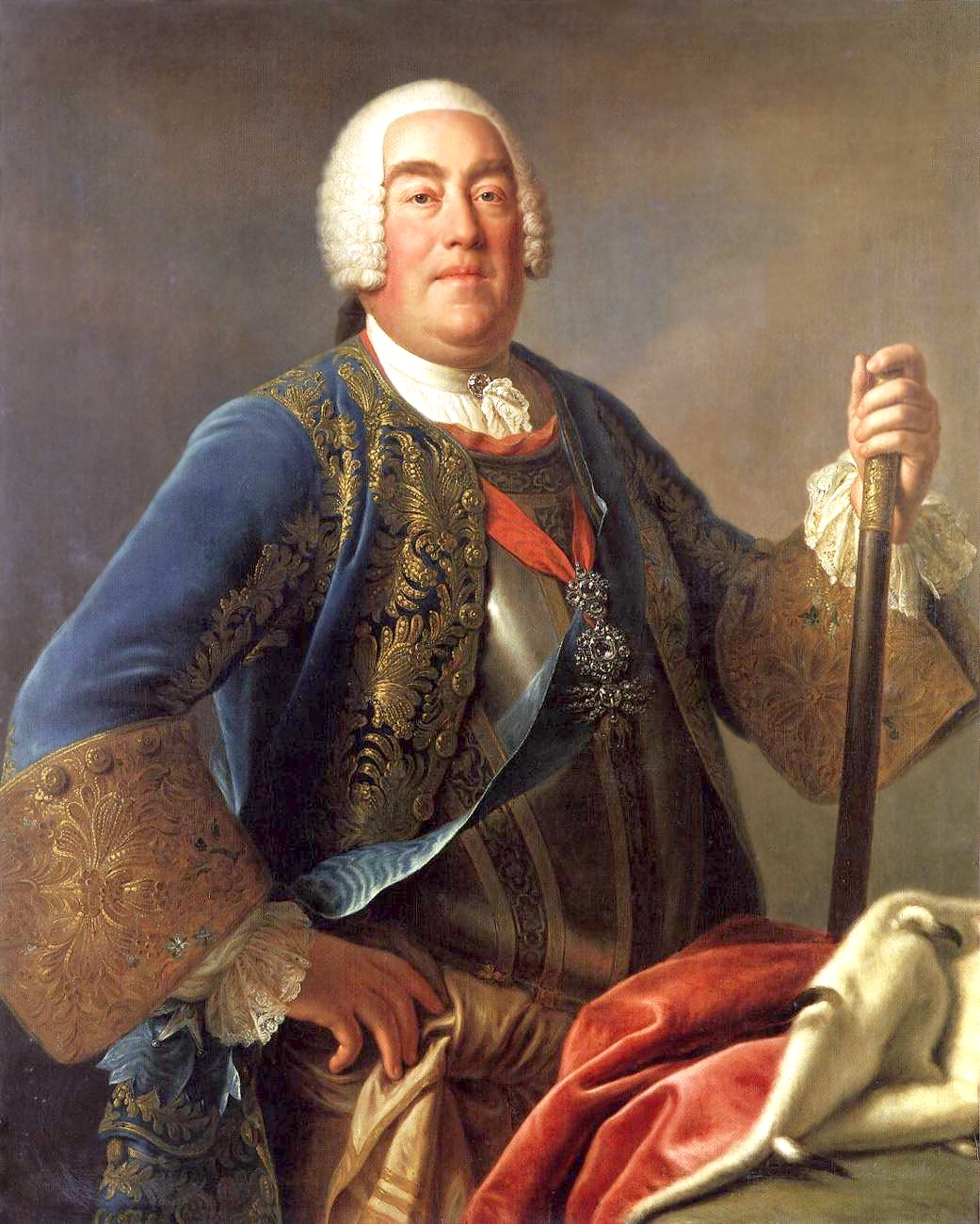
Rey Augusto III de Polonia, 1755, Gemäldegalerie Alte Meister, Dresde
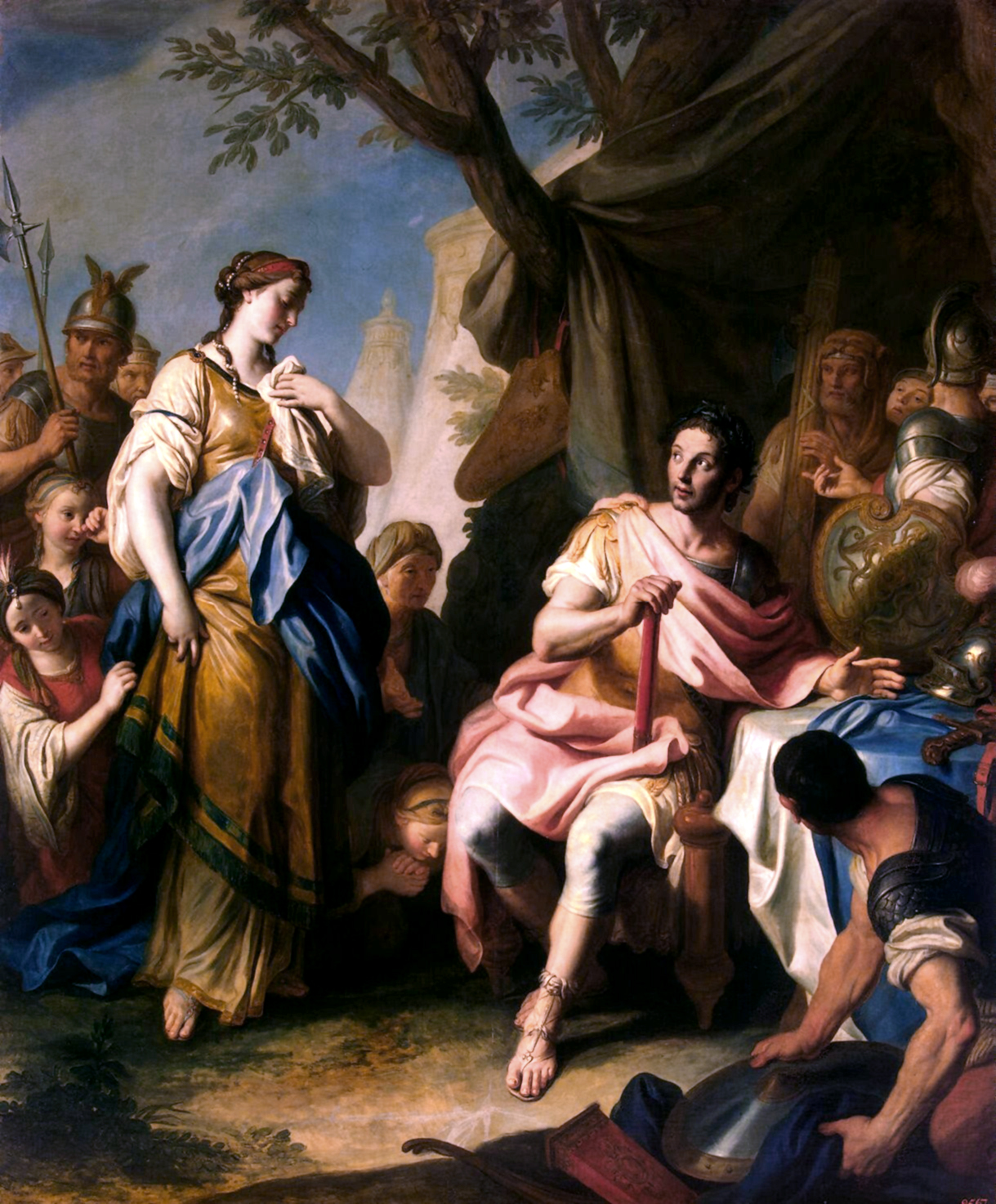
Alejandro Magno y Roxana, 1756, Museo del Hermitage, San Petersburgo
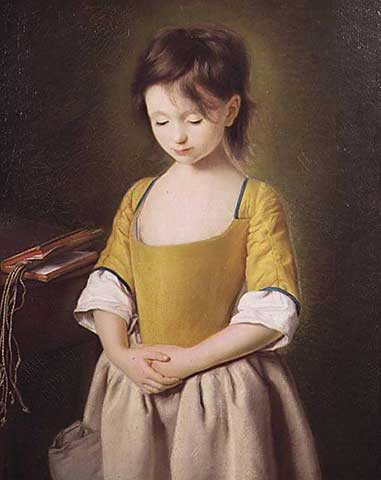
Retrato de niña, la penitente